# Tysklands forfatningsdomstol
Tysklands forfatningsdomstol (tysk: Bundesverfassungsgericht, Forbundsforfatningsdomstolen) er den domstol, der skal sørge for, at principperne i den tyske forfatning, Grundgesetz, overholdes.
Domstolen er ikke en del af det hierarkiske retlige system som sådan, men den tager alligevel engang imellem stilling til andre domme, når de er af vigtig eller principiel karakter. Den har derfor ikke rigtig karakter af en egentlig højesteret; det har i stedet Bundesgerichtshof.
Historisk set har Bundesverfassungsgericht specielt gjort sig bemærket ved at forbyde politiske partier, der i deres program og virke mentes at stride imod den tyske forfatning ved at være antidemokratiske. I øvrigt har den ofte givet personer medhold i deres ret til at ytre sig frit og i de fleste tilfælde beskyttet borgeren mod den statslige magt.
Forbundsforfatningsdomstolen har til huse i Karlsruhe i passende afstand til det indflydelsesrige magtens centrum, Berlin.